# Henryk Dembiński
Gróf Henryk Dembiński (elterjedt magyar nevén Dembinszky Henrik; Strzałków, Lengyelország, 1791. január 16. – Párizs, 1864. június 13.) lengyel gróf, a lengyel szabadságharc altábornagya, az 1848–49-es magyar szabadságharc honvéd altábornagya. Unokaöccse Teodor Dembiński honvéd őrnagy.

## Élete
Tanulmányait a bécsi hadmérnöki akadémián végezte. 1806-tól századosként szolgált a Varsói Hercegség hadseregében. I. Napóleon oldalán 1812-ben részt vett annak oroszországi hadjáratában. A szmolenszki csatában meg is sebesült. Vitézségéért 1813-ban megkapta a francia Becsületrendet. A lipcsei csatában már a Napóleon elleni koalíció oldalán vett részt.

### A lengyel felkelésben
A novemberi felkelésben előbb őrnagy, majd ezredes, 1831 márciusától dandártábornok volt. Az 1831. május 26-ai osztrolenkai csata után megfogyott csapatával az ellenségtől sűrűn megszállt területen vonult vissza Varsóba. E merész és sikeres visszavonulás hozta meg számára a hírnevet. Varsóba érkezése után ezért 1831. augusztus 11-én a lengyel nemzeti kormány kinevezte Varsó kormányzójává és a lengyel hadsereg főparancsnokává, de mivel a közeledő Paszkevics csapataival szemben fel akarta adni Varsót, rövid idő után leváltották. Ezután elhagyta Lengyelországot és 1848-ig a nagy emigráció tagjaként Párizsban élt.

### A magyar szabadságharcban
1848 végén gróf Teleki László közvetítésével felajánlotta szolgálatait a magyar kormánynak és 1849. január 11-én Magyarországra érkezett.  Dembiński Görgei január 5-ei váci kiáltványa előtt indult, ezért nem helytállóak azok a nézetek, hogy meghívásának oka a kiáltvány lett volna. A magyar szabadságharcban mindvégig súlyos problémát okozott egy a feladatra alkalmas fővezér hiánya, ezért Kossuth több más lengyel tábornok meghívásával is próbálkozott, de végül Dembińskinél járt sikerrel. Kossuth nem vette figyelembe azt a tényt, hogy Dembiński hírnevét visszavonuló hadműveletben szerezte, valójában győztes csatát soha nem vívott.

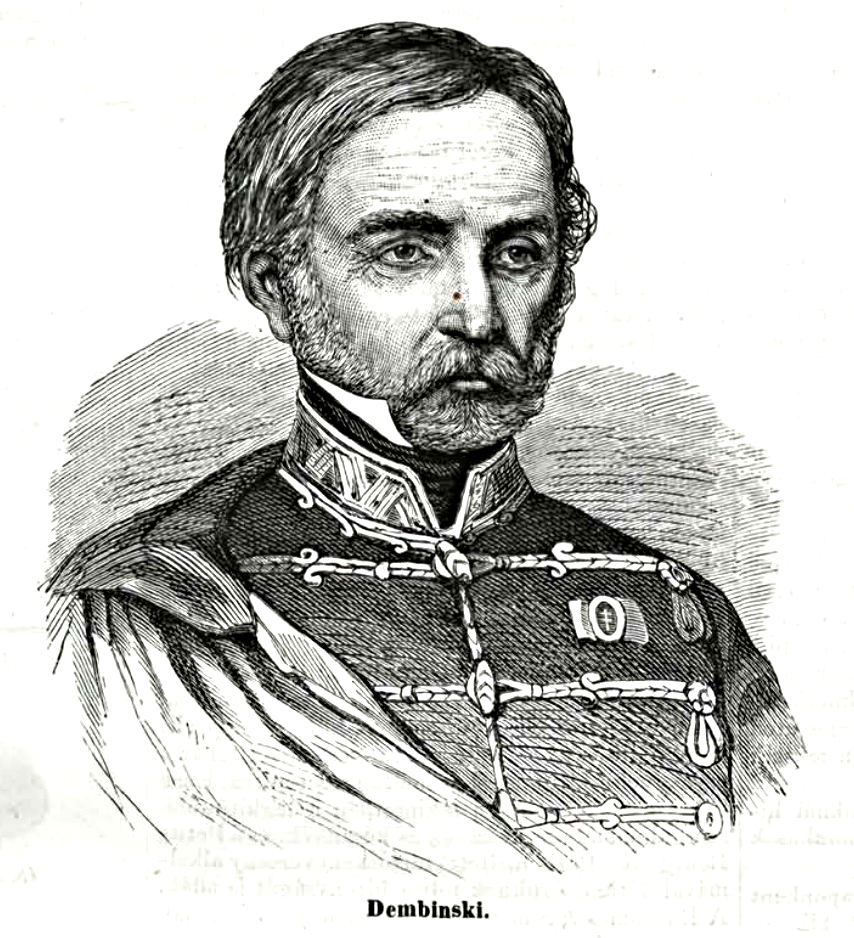
1869-ben készült metszet

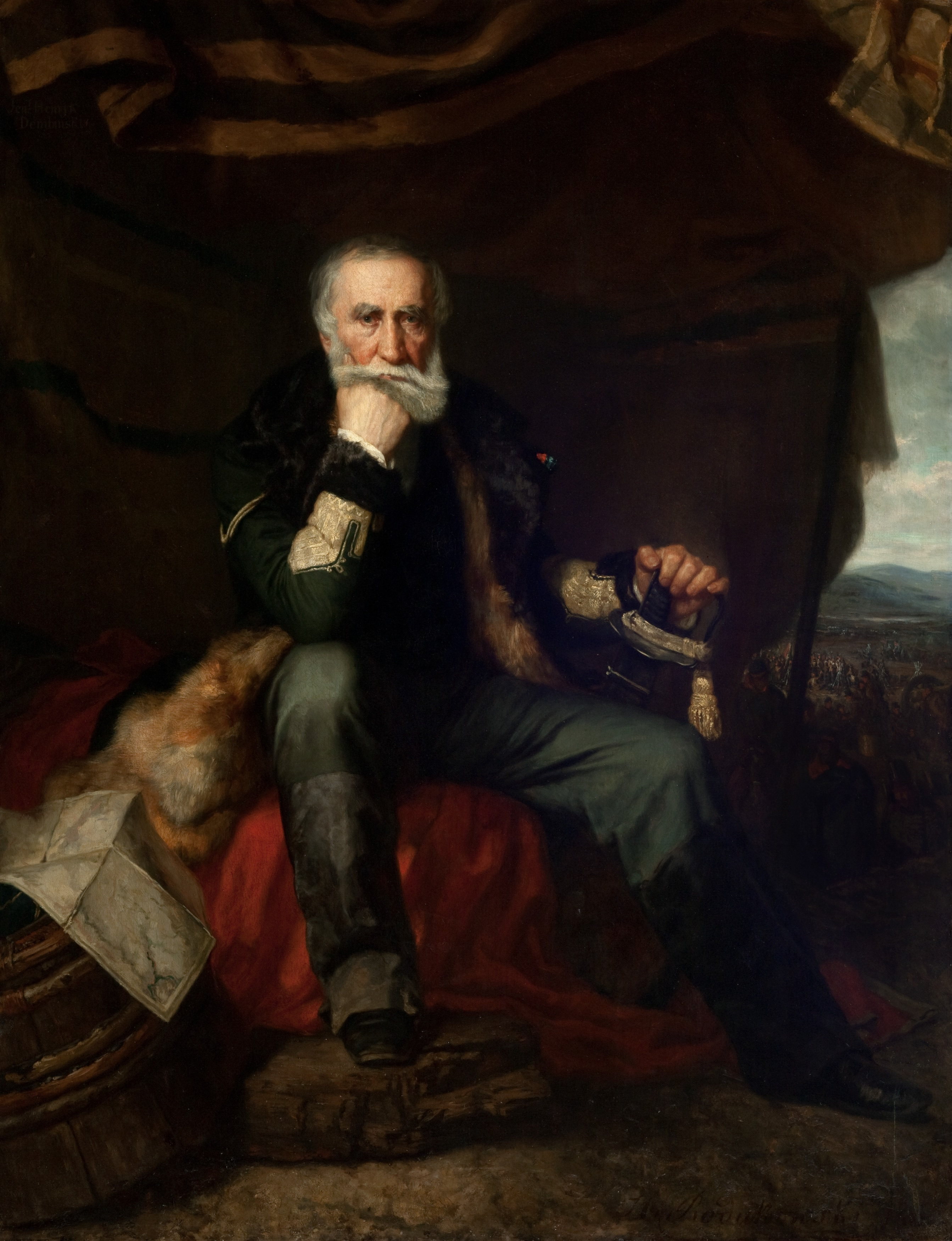
Henryk Rodakowski 1852-ben készült festménye Dembińskiről

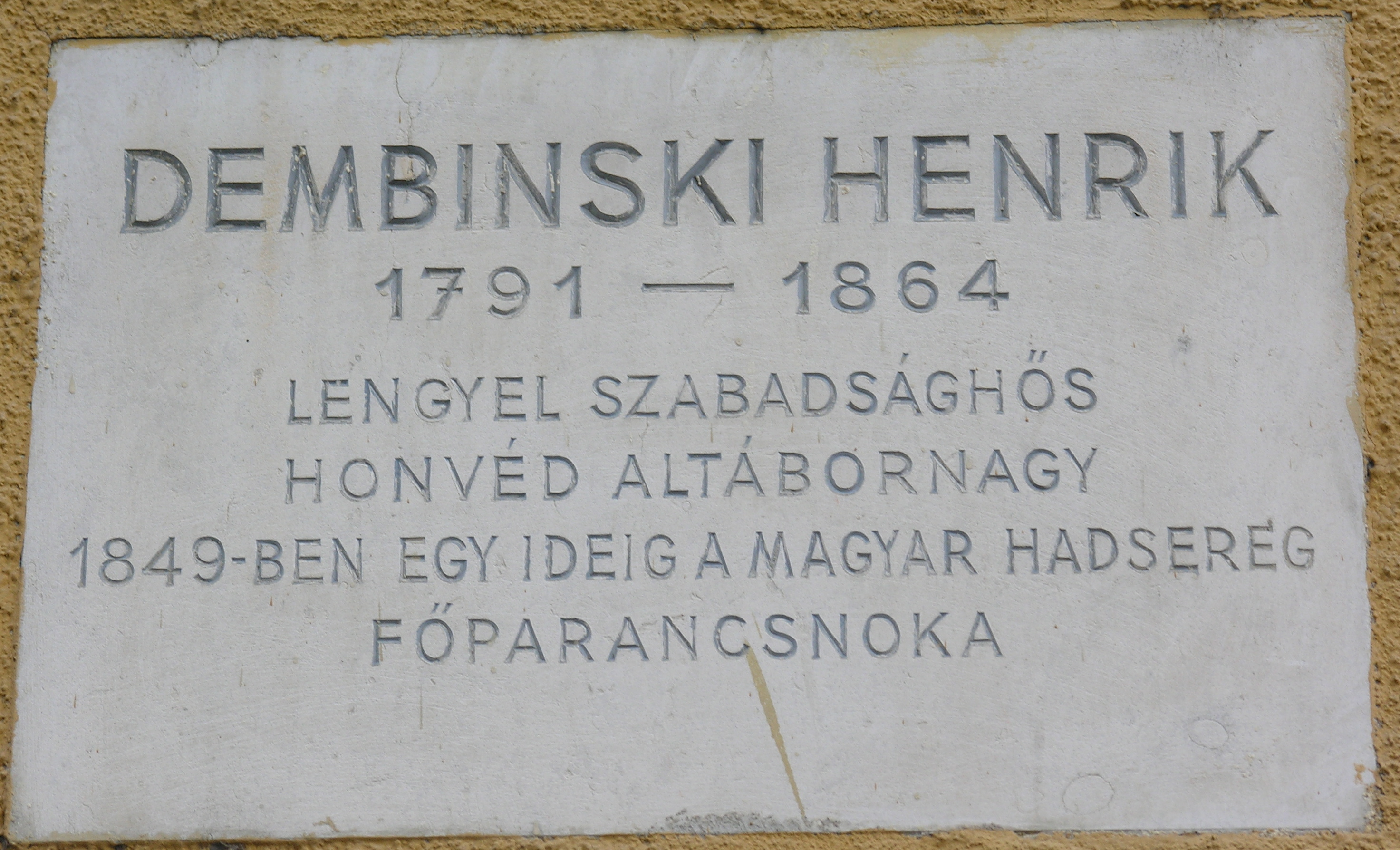
Henryk Dembiński emléktáblája a Dembinszky utca 54. számú házon

A Magyarországra érkező tábornokot Kossuth 1849. január 21-én honvéd altábornaggyá nevezte ki, majd megbízta a Tisza mögött összpontosított, négy hadtestből kialakított magyar fősereg parancsnokságával. Dembiński a főparancsnokságot hiányos helyismerettel vette át és jelentős részben az ő tevékenységének volt a következménye, hogy Franz von Schlik tábornok hadteste kicsúszott a bekerítésből.  A Windisch-Grätz herceggel február 26-án és 27-én vívott kápolnai csatában mindkét fővezér gyenge teljesítményt nyújtott, de Windisch-Grätz nagyobb szabadságot adott hadtestparancsnokainak és ezért a csatát is ő nyerte meg. A csatát követő sikeres mezőkövesdi ütközet után Dembiński nem engedte a sikert kihasználni és a magyar sereget visszavezette a Tisza mögé. A tábornok irányításával elégedetlen tisztek Görgei Artúr és Klapka György vezetésével március 3-án Tiszafüreden a távozását követelték, majd önhatalmúan le is váltották a sereg éléről. A tiszafüredi zendülés néven elhíresült esemény után, a lefolytatott vizsgálat alapján Dembińskit felmentették beosztásából. Utóda Vetter Antal altábornagy lett.
Dembiński – leváltása ellenére – a tisztek egy részének körében népszerű volt és – feltehetően Bem sikereinek hatására – Kossuth bizalmát is visszanyerte, ezért újabb parancsnoki beosztást kapott. Április 19-én kinevezték a Felső-Magyarország védelmére alakuló hadtest élére. A tavaszi hadjáratra készült haditerv értelmében azt a parancsot kapta, hogy erőivel csatlakozzon a Komáromnál támadásra készülő főerőkhöz, ő azonban e helyett egy galíciai betörést javasolt, és miután a tervet nem fogadták el, május közepén lemondott. Utóda honfitársa Wysocki József lett, aki a parancsnokságot csak június közepén tudta átvenni, mert Dembiński közben meggondolta magát, és ragaszkodott beosztásához.
Június 29-én a minisztertanács elfogadta javaslatát a főerők Tisza–Maros szögében történő összpontosításáról és kinevezték a terv végrehajtására parancsnokul kinevezett Mészáros Lázár mellé vezérkari főnöknek. Kossuth hiába szembesült már két alkalommal is Dembiński alkalmatlanságával, július 30-án, Szegeden mégis őt nevezte ki a lemondott Mészáros helyére főparancsnoknak. A magyar sereg ekkor a siker reményében szállhatott volna szembe a Haynau vezette császári erőkkel, Dembiński azonban harc nélkül feladta Szegedet, majd a kormány utasítása ellenére nem Arad, hanem Temesvár felé vonult vissza. Érzékelve tehetetlenségét ismét leváltották. Utóda Bem József lett, aki augusztus 9-én, a temesvári csata napján vette át a főparancsnokságot.

### A szabadságharc után
Dembiński a világosi fegyverletétel után előbb Törökországba, majd 1850-ben Franciaországba emigrált. Itt írta meg emlékiratait. Haláláig Párizsban élt, a Les Champeaux temetőben nyugszik.

## Emlékezete
Budapest VII. kerületében a Dembinszky utca őrzi nevét. A Dembinszky utca 54. számú házon emléktáblája látható.